# Lasioglossum potosi
Lasioglossum potosi är en biart som först beskrevs av Mcginley 2003.  Lasioglossum potosi ingår i släktet smalbin, och familjen vägbin. Inga underarter finns listade i Catalogue of Life.